# Geogarypus pulcher
Geogarypus pulcher es una especie de arácnido del orden Pseudoscorpionida de la familia Geogarypidae.

## Distribución geográfica
Se encuentra en Israel.